# Homosexuelle Aktion Westberlin

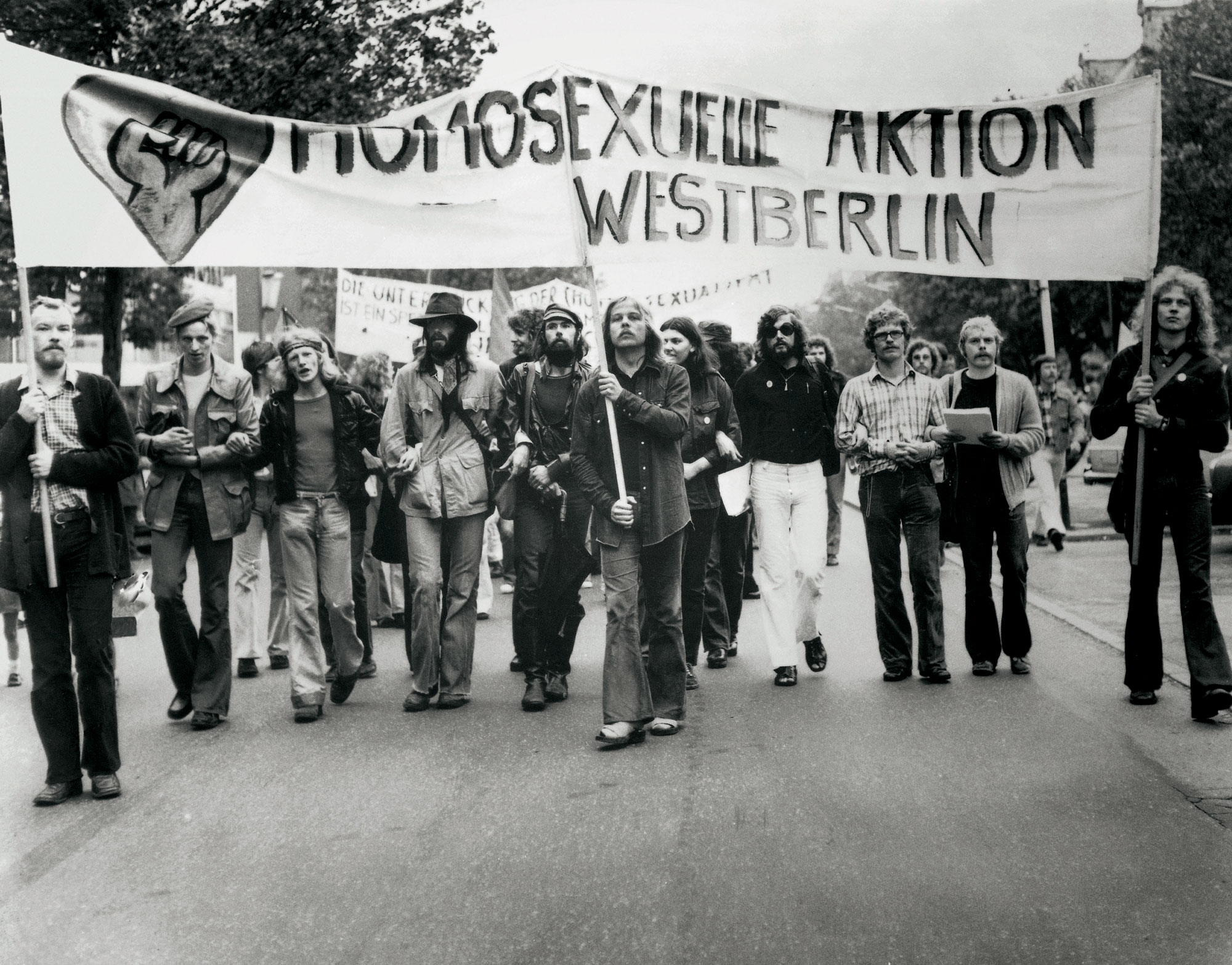
HAW-Pfingstdemonstration, 9. Juni 1973

Die Homosexuelle Aktion Westberlin (HAW) war eine der ersten Organisationen der Lesben- und Schwulenbewegung.

## Geschichte
Im Rahmen der Aufführung des Filmes Nicht der Homosexuelle ist pervers, sondern die Situation, in der er lebt am 15. August 1971 im Kino Arsenal fanden sich 50 Schwule, die den Aufbau der ersten homosexuellen Gruppe Berlins planten. Die Gründer der HAW am 21. November waren im Wesentlichen Studierende, die sich der sozialistischen Linken zugehörig fühlten, und teilweise Organisationen wie der Sozialistischen Einheitspartei Westberlins, der Gruppe Internationaler Marxisten oder der Kommunistischen Partei Deutschlands (Aufbauorganisation) angehörten.
Ein Schwerpunkt der Aktivitäten der HAW war der Kampf für die ersatzlose Streichung des § 175 im deutschen Strafgesetzbuch. Diese Thematik wurde in den Kontext eines allgemeineren Kampfes für die Überwindung von Patriarchat und Kapitalismus gestellt und es wurden zahlreiche entsprechende Demonstrationen durchgeführt. Von 1972 und 1975 organisierte die HAW ein jährliches Pfingsttreffen, zu dem schwule Gruppen aus anderen Städten eingeladen waren und bei dem mit Informationsständen und Demonstrationen für die Ziele der HAW geworben wurde.
Im Frühjahr 1972 konstituierte sich betrieben unter anderem durch Gisela Necker innerhalb der HAW eine Frauengruppe, aus der sowohl das Lesben-Frühlings-Treffen als auch 1975 das Lesbische Aktions-Zentrum Westberlin hervorgingen. Ungefähr ab Mitte 1977 verlor die HAW zusehends an Einfluss. Einer der Hauptgründe dafür waren Streitereien zwischen Angehörigen und Anhängern linker Organisationen einerseits und dem sogenannten „Feministen“-Flügel andererseits. Bereits zuvor kam es im Rahmen des „Tuntenstreits“ zu Meinungsverschiedenheiten. Die HAW fungierte jedoch bis Mitte der 1990er Jahre als Organisatorin des Schwulenzentrums Thekla in der Kulmer Straße, später Hasenheide. Etwa seit Mitte der 1970er Jahre gingen politische Aktionen und emanzipatorische Aktivitäten (Demonstrationen, Flugblätter und Gesetzesinitiativen) von den bei den meisten Parteien und Gewerkschaften entstandenen Schwulen- und Lesbengruppen sowie der damals als „bürgerlich“ wahrgenommenen AHA aus.
In den Jahren der West-Berliner Hausbesetzerbewegung gab es auch enge Kontakte und personelle Überschneidungen zum besetzten Tuntenhaus in der Bülowstraße 55.
Aus finanziellen Gründen wurde zur Vermeidung einer Überschuldung der Verein HAW e. V. am 25. August 1999 aus dem Vereinsregister gelöscht.

## Daten

Ehemalige Räume des Drugstore, Motzstraße 24, in Berlin-Schöneberg

- 15. August 1971: spontanes Treffen von ca. 50 Leuten im Kino Arsenal
- 21. November 1971: Gründungstreffen im Drugstore mit Namensgebung Homosexuelle Aktion Westberlin. Am 21. November 2021 wurde im SchwuZ in der Rollbergstraße der 50. Jahrestag mit einem Festakt und Zeitzeugen begangen.[4]
- 1. April 1974: Einzug in die Kulmer Straße 20a (2. und 4. Etage) unter dem Namen Zentrum für therapeutische Selbsthilfe
- 2. Juni 1976: Gründung des Vereins Homosexuelle Aktion West-Berlin e. V., eingetragen im Vereinsregister am 20. August 1976.
- Juni 1977: erstmalige Erwähnung des Namens SchwuZ (SchwulenZentrum) für die Vereinsräume der HAW
- 31. Dezember 1986: Einzug in die Hasenheide 54 (4. Etage)
- 18. Februar 1995: Einzug in den Mehringdamm 61 (KG)
- 25. August 1999: Löschung der HAW e. V. aus dem Vereinsregister